# ورزشگاه اوکول
ورزشگاه اوکوِل (انگلیسی: Oakwell) یک ورزشگاه فوتبال در شهر بارنزلی، انگلستان است. این ورزشگاه که در سال ۱۸۸۷ تأسیس شده ۲۳٬۲۸۷ نفر ظرفیت دارد و ورزشگاه خانگی باشگاه فوتبال بارنزلی محسوب می‌شود.اوکول در زمان خود اولین استادیوم فوتبال انگلیس بود که جایگاه مشخصی برای هواداران معلول داشت.

## نگارخانه

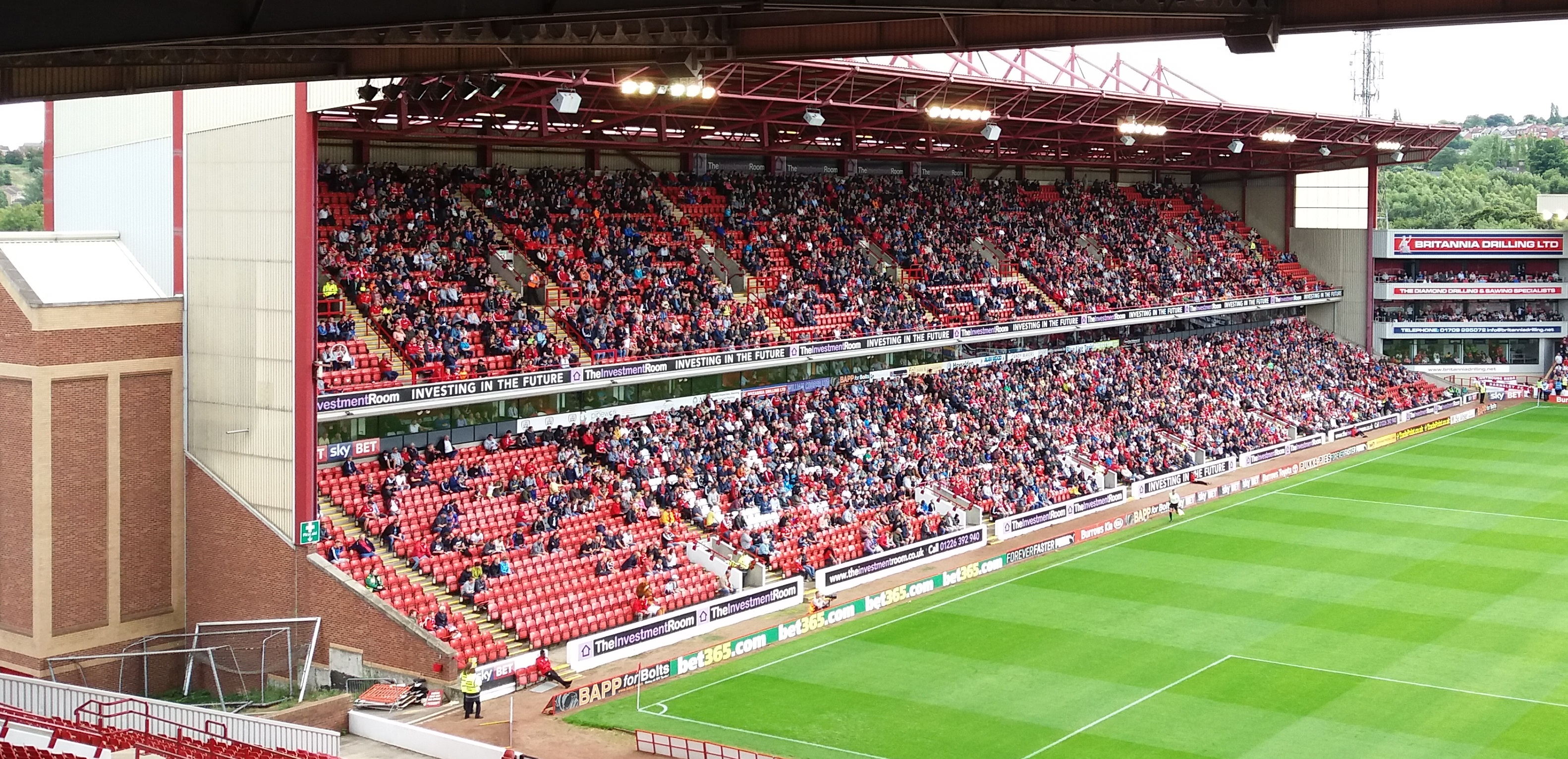
جایگاه شرقی
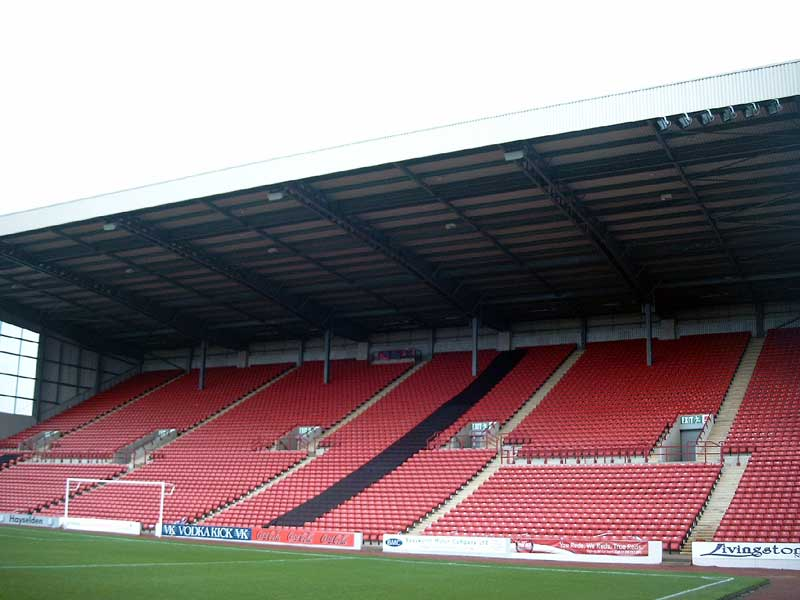
جایگاه شمالی
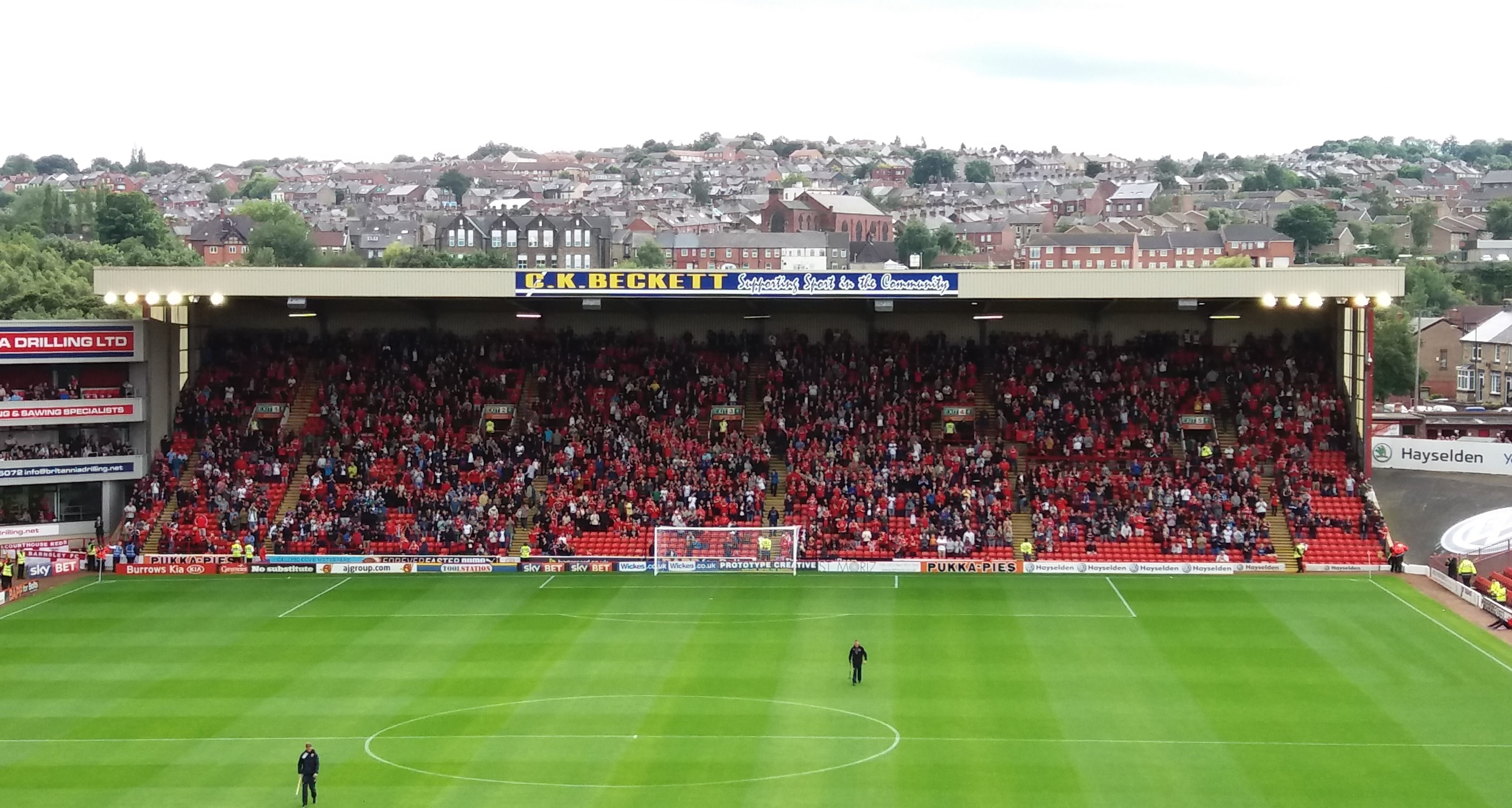
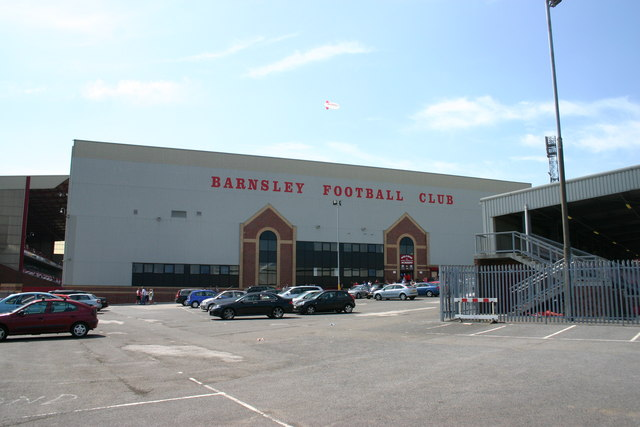